# Ровенка (Добринский район)
Ро́венка — село Каверинского сельсовета Добринского района Липецкой области.
Стоит на правом берегу реки Битюг. Здесь по реке проходит граница с Мордовским районом Тамбовской области и Эртильским районом Воронежской области.
На территории села расположены археологические памятники эпохи бронзы.

## История
Поселение возникло в первой половине или середине XVIII века. Население — однодворцы.
Первые поселенцы — Агарковы, Бахтины, Чирковы, Яблонские.
На карте Воронежского наместничества 1779 года отмечена как деревня Ровенская.
В 1786 году было проведено межевание земель землемером Толкачевым.
В 1808 году насчитывалось 30 дворов, в которых проживало 145 мужчин и 155 женщин.
В 1812 году из деревни были взяты 5 рекрутов, принявшие участие в войне с Наполеоном.
С момента строительства церкви в 1878 году деревня Ровенская стала селом Ровенка.
В 1906 году жители села приняли активное участие в крестьянских выступлениях во время первой русской революции 1905—1906 году.
Из донесения: «Бывшие государственные крестьяне с. Ровенка Александровской волости захватили хлеб и оказали вооруженное сопротивление военной команде. Один крестьянин убит».

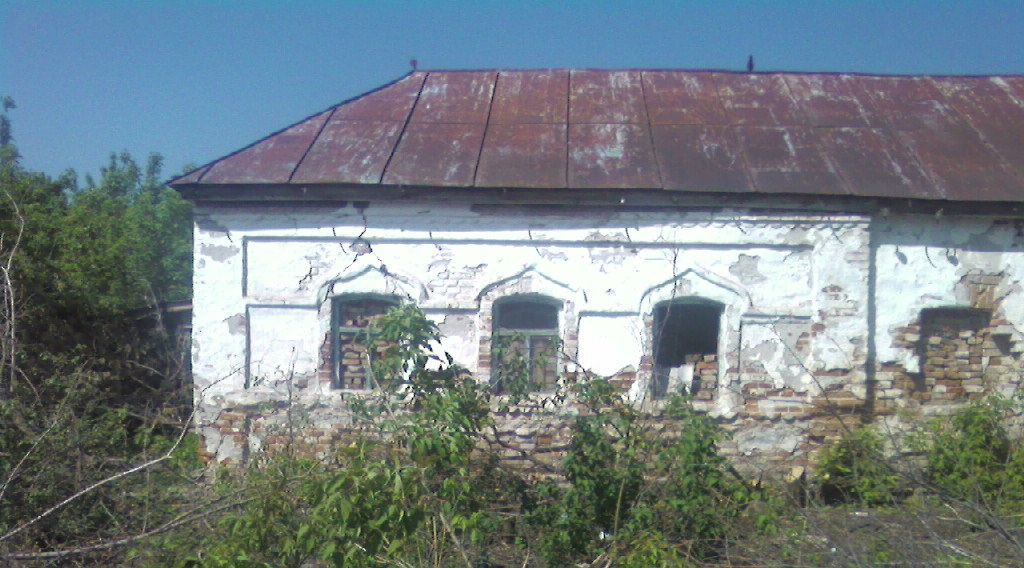
Заброшенный дом (XIX век)

До 1918 года село входило в состав Александровской волости Бобровского уезда, затем — в Самовецкую волость Бобровского уезда, а с 1923 года — в состав Усманского уезда Воронежской губернии. В 1928 году вошло в состав Добринского района ЦЧО, с ноября 1938 по январь 1954 года находилось в составе Талицкого района Воронежской области.
В 1921 году село было занято крестьянской армией 1-й антоновской армией под командованием Ивана Колесникова. 22 марта 1921 года вблизи села произошёл бой между семью полками 1-й антоновской армией и 14-й отдельной кавбригадой красных под командованием А. Милонова.
В 1929—1932 годы — происходила коллективизация и раскулачивание. Часть жителей подверглись репрессиям.

В селе были созданы колхозы «Память Ленина», «имени Сталина», «Красный хлебород», «Заря».

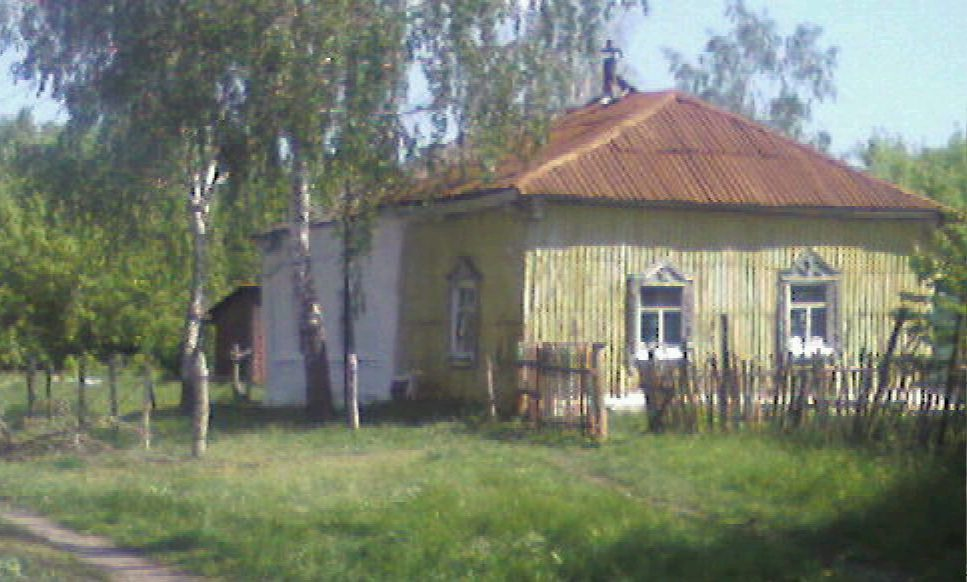
Жилой дом (середина XX века)

С начала Великой Отечественной войны многие жители села были мобилизованы. За боевые подвиги представлены к различным правительственным наградам.
По рассказам местных жителей, в селе был военный аэродром. Село подверглось бомбардировке немецкой авиации.
Летом 1950 года произошло укрупнение колхозов и была создана сельхозартель Сталина, позднее — колхоз «Красный Октябрь».
В послевоенные годы многие жители села переехали в Караганду, Добринку, Липецк и Воронеж.
9 мая 2018 г. в селе торжественно открыли памятник защитникам Отечества.

## Население
| 1859 | 1897  | 1906  | 2008 | 2010 |
| ---- | ----- | ----- | ---- | ---- |
| 531  | ↗1142 | ↘1137 | ↘171 | ↘165 |

В 1808 году в деревне насчитывалось 30 дворов с 300 жителями, в том числе 145 мужчин и 155 женщин.
В 1816 году — 50 дворов с 438 жителями, в том числе 210 мужчин и 228 женщин.
В 1859 году насчитывалось 77 двора с 561 жителей, в том числе 258 мужчин и 303 женщины.
В 1880 году — 99 дворов с 791 жителями.
В 1889 году насчитывалось 127 двора с 1025 жителями.
В 1906 году в селе насчитывалось 142 двора с 1137 жителями. В селе находились 1 школа грамотности, маслобойный завод, кирпичный завод, 1 мелочная лавка и 1 винная лавка.
В 2008 году в селе было 84 дома со 171 жителем.
Известные уроженцы
- Чирков, Фёдор Тихонович — Герой Советского Союза
- Яблонский, Александр Яковлевич — историк, краевед
- Коротеев Владимир Тимофеевич. map.lib48.ru. Дата обращения: 3 октября 2022. — поэт
- Агарков Сергей Иванович (1957—2017)[22][23] — предприниматель, учредитель футбольного клуба «Родник» (Паршиновка)
- Полянский, Петр Яковлевич (1930) — журналист, писатель.

Знаменитые люди, связанные с селом

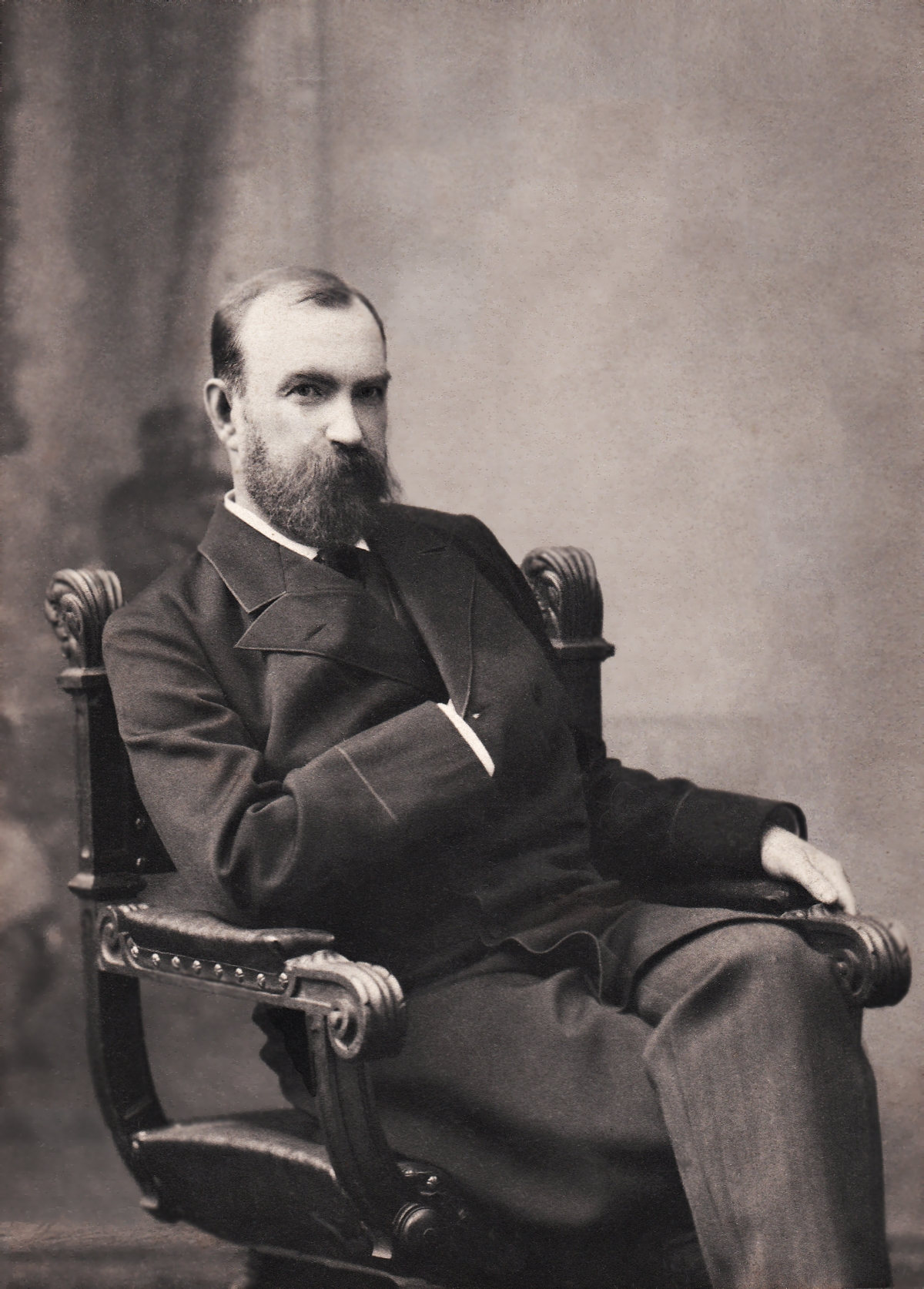
Эртель А. И.

Нарижний, Иван Фёдорович — в 1964—1965 годах работал главным агрономом колхоза «Красный Октябрь».
Эртель, Александр Иванович — писатель, бывал в селе. Его отец, Иван Людвигович Эртель, работал управляющим в соседнем сельце Алексеевка. Ровенка (Ровенское) упоминается в романе «Гарденины, их дворня, приверженцы и враги» (1889) и «Записках Степняка».
Тут тебе Битюк разливается… У самых берегов да на островах леса зеленеют, а промеж лесов, села раскинулись: Тамлык, Паршиково, Ровенское, Подлесное, Яблонец… А там Красноярье на круче… Приволье! куда ни глянешь, все колокольни белеются да кресты жаром горят… В ясный денек аж рыбинская церковь видна, верст двадцать будет… Как все равно синим туманом заволокет её, церковь-то, только кресты, словно огоньки, блистают на солнышке… Тут тебе у реки сёла да деревни приютились, словно от ворога схоронились, а сверху, вдоль Битюка, бугры да курганы тянутся… В старину, говорят, их богатыри понасыпали… За Битюком кусты танеевские чуть синеются: Дальний куст, Травин куст… хороши есть у нас места! — добавил он после легкой задумчивости и тихонько вздохнул.

## Достопримечательности

### Церковь Дмитрия Солунского

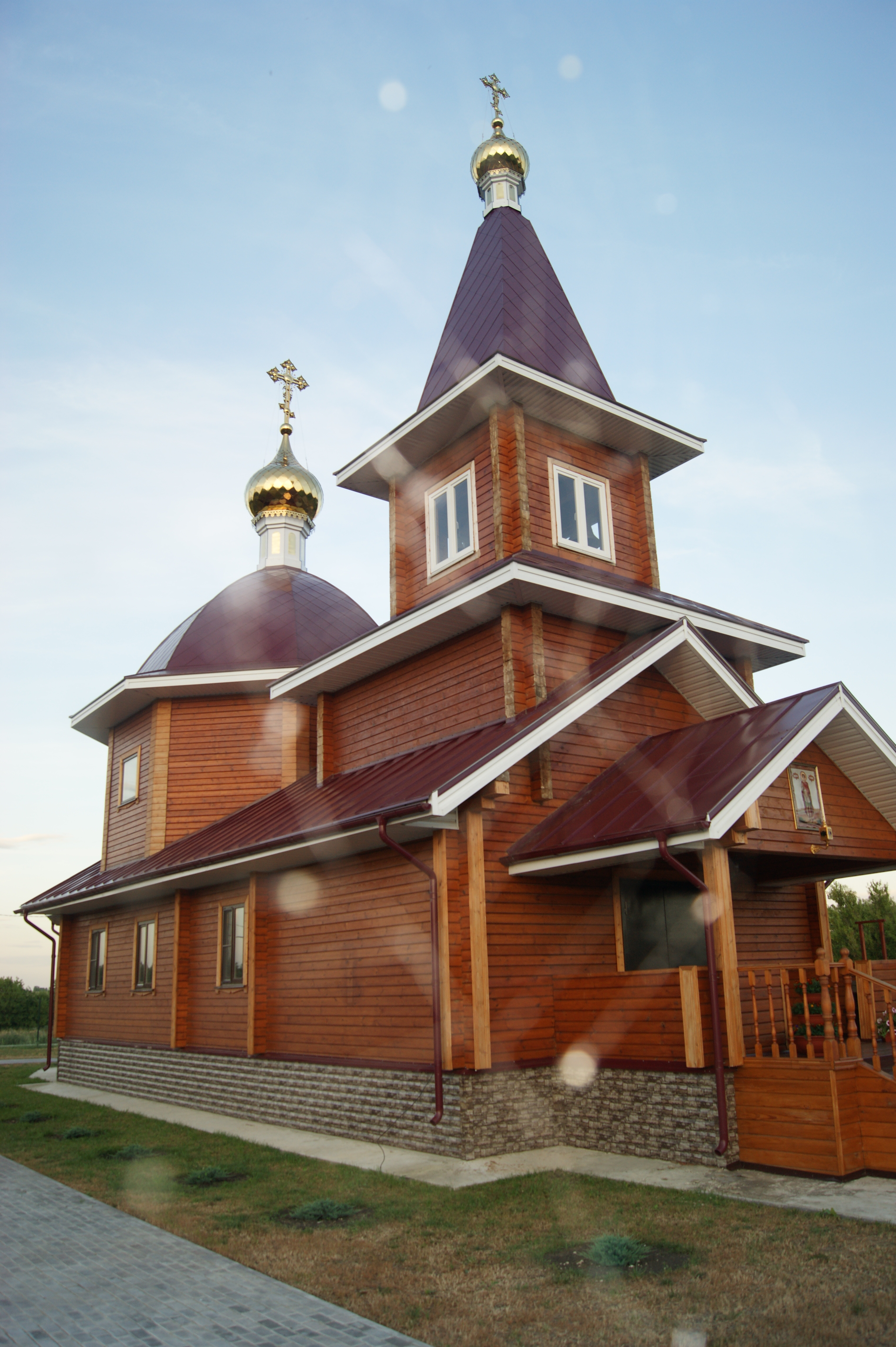
Церковь Дмитрия Солунского с. Ровенка

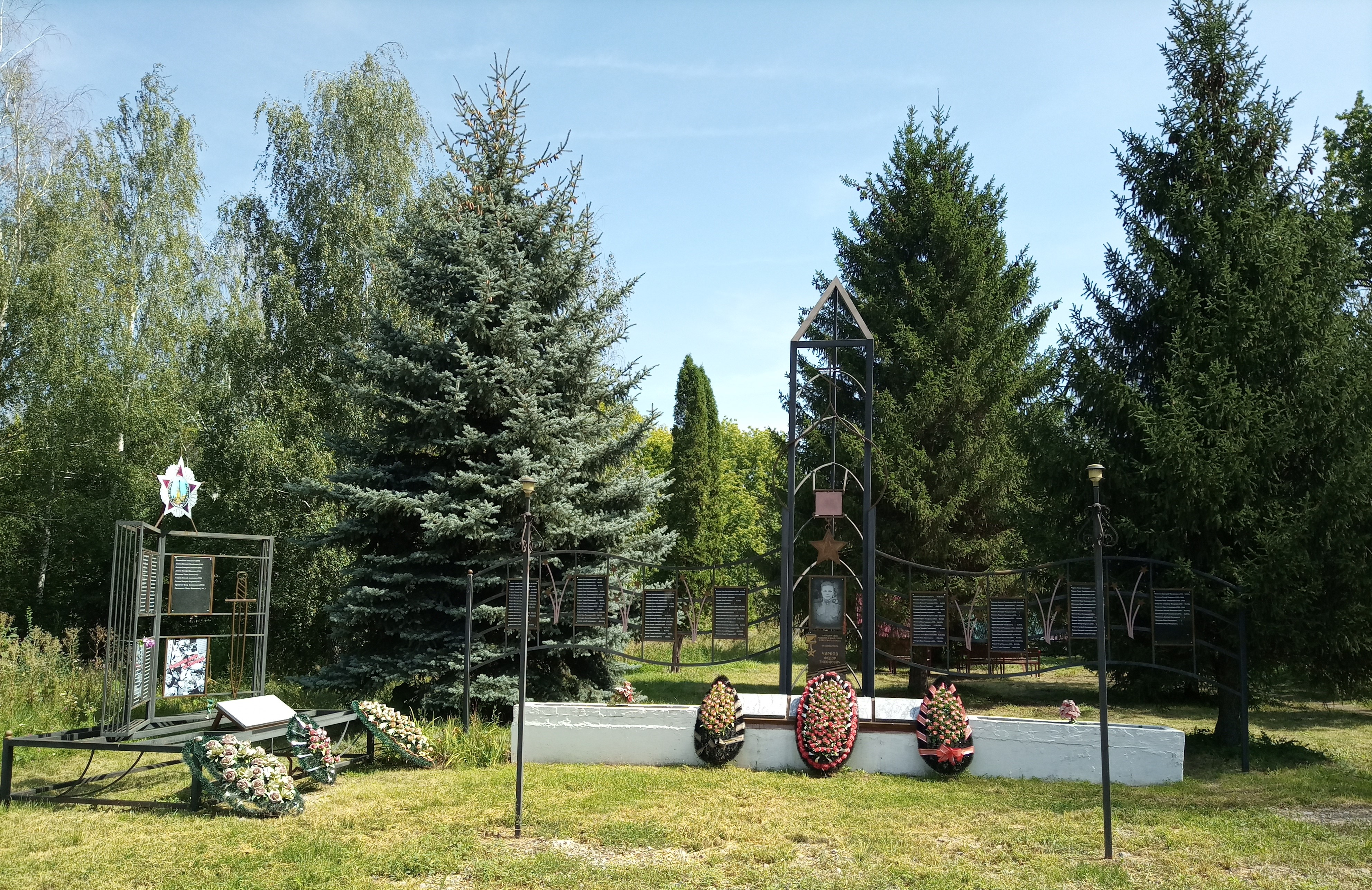
Памятник защитникам Отечества с. Ровенка

Церковь была построена в 1878 году на средства прихожан. Престол был один во имя Святого Великомученика Дмитрия Мироточца (Дмитрия Солунского).
В конце века священником был Николай Дмитриевич Егоров (с 1881 года), псаломщиком-диаконом Федор Иванович Тростянский.
В 1900 году храм посетил архиепископ Воронежский и Задонский Анастасий.
В 1930-е годы церковь была закрыта, а затем была сожжена. Последний священник Иван Трофимович Дмитриев был осужден Воронежским областным судом 21.01.1939 к 10 годам лишения свободы по ст. 58-10 ч.1.
На месте сожжённой церкви в 2000-е годы был установлен памятный крест.
В 2013 году, по благословению владыки Никона, началось строительство нового храма. 21 июля 2013 состоялось освящение закладного камня в основание церкви в честь святого великомученика Димитрия Солунского. 24 июня 2014 архиерей Липецкой епархии Высокопреосвященнейший Никон, митрополит Липецкий и Задонский совершил чин освящения колоколов. Активное участие в строительстве церкви принял уроженец села Савва (Евгений Лесных), игумен, настоятель подворья Троице-Сергиевой Лавры «Святогорье».
23 октября 2014 состоялось Великое освящение престола храма Димитрия Солунского. Чин освящения также возглавил владыка Никон.

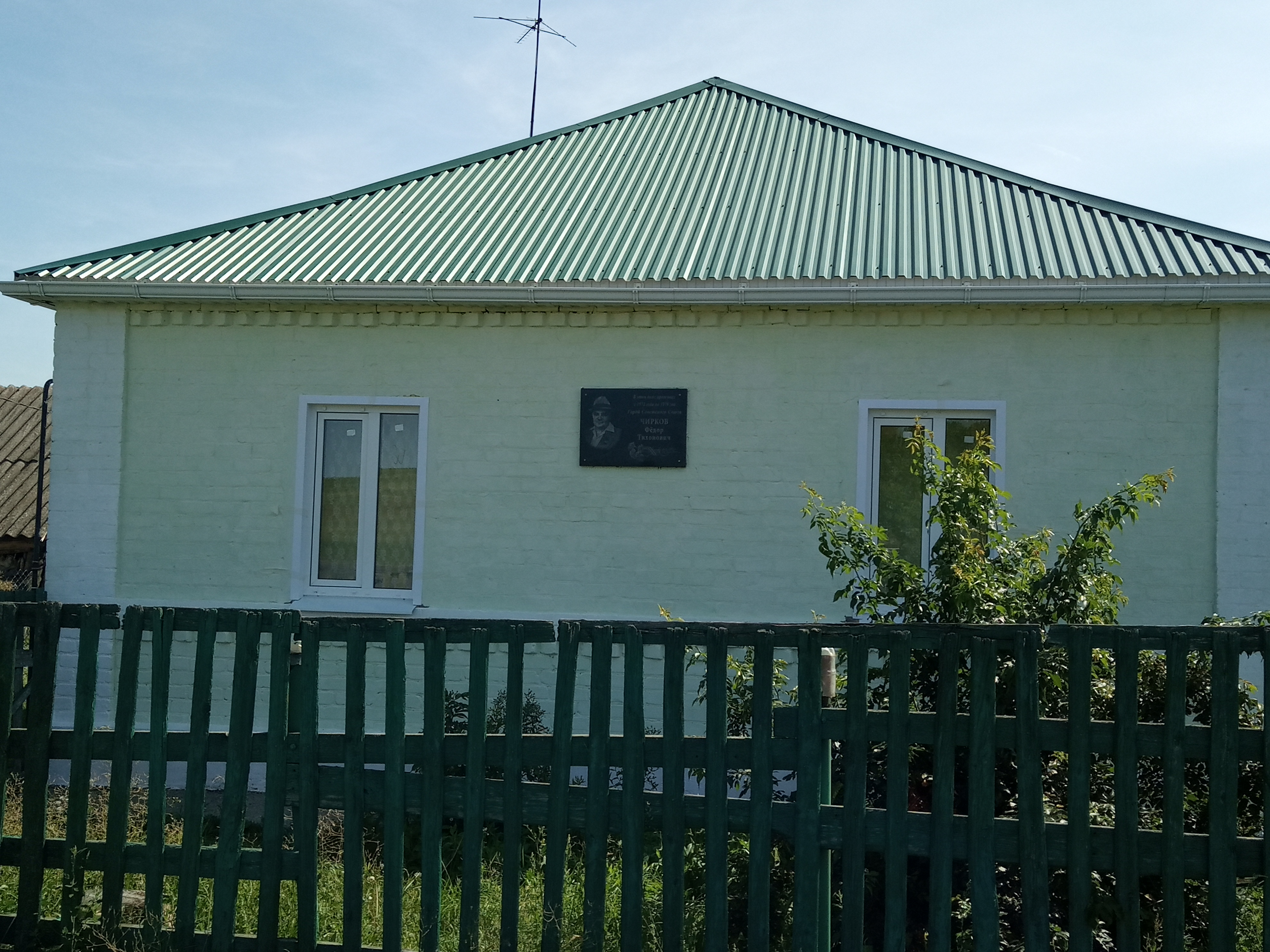
Дом, в котором жил Герой Советского Союза Ф. Т. Чирков

### Объекты культурного наследия

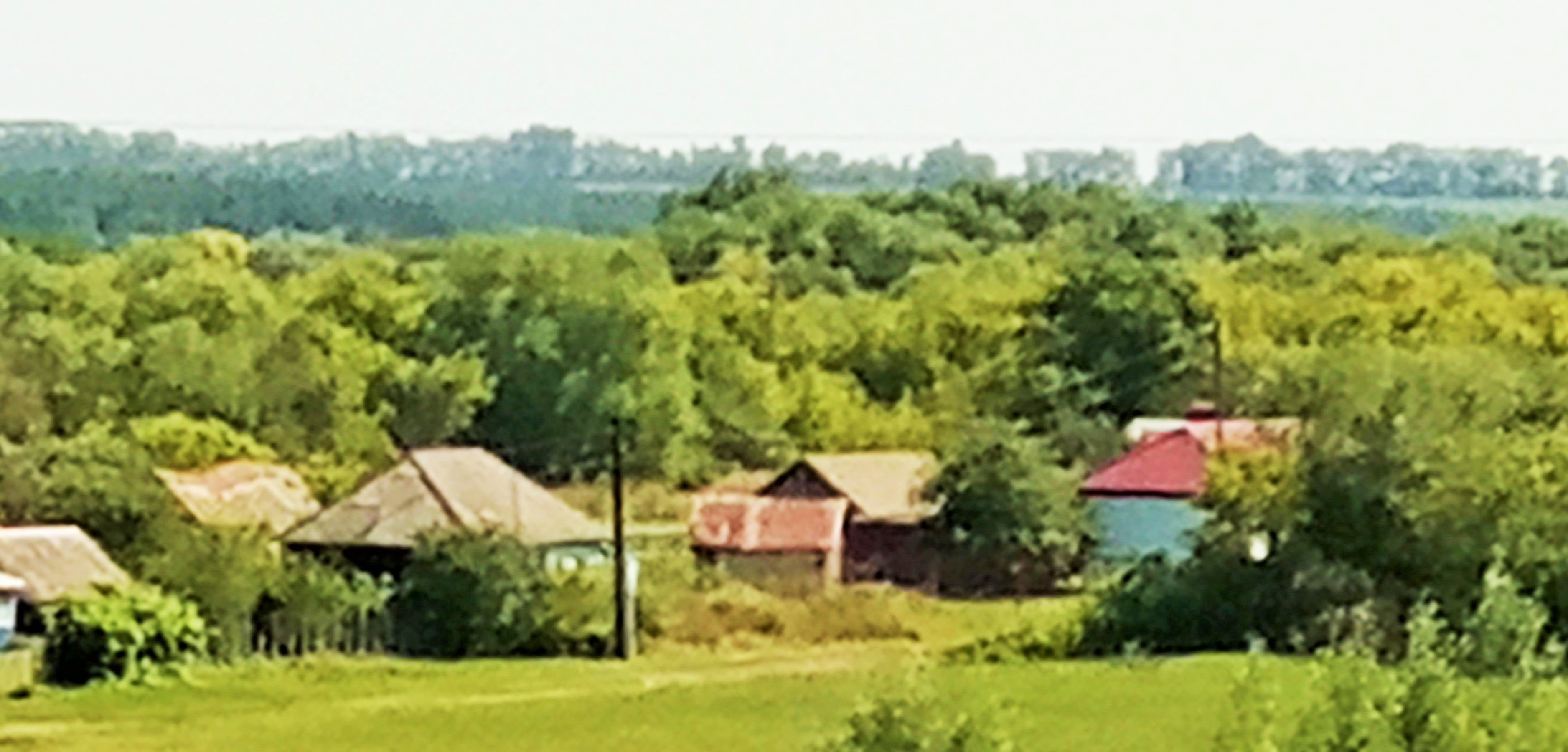
Вид с. Ровенка

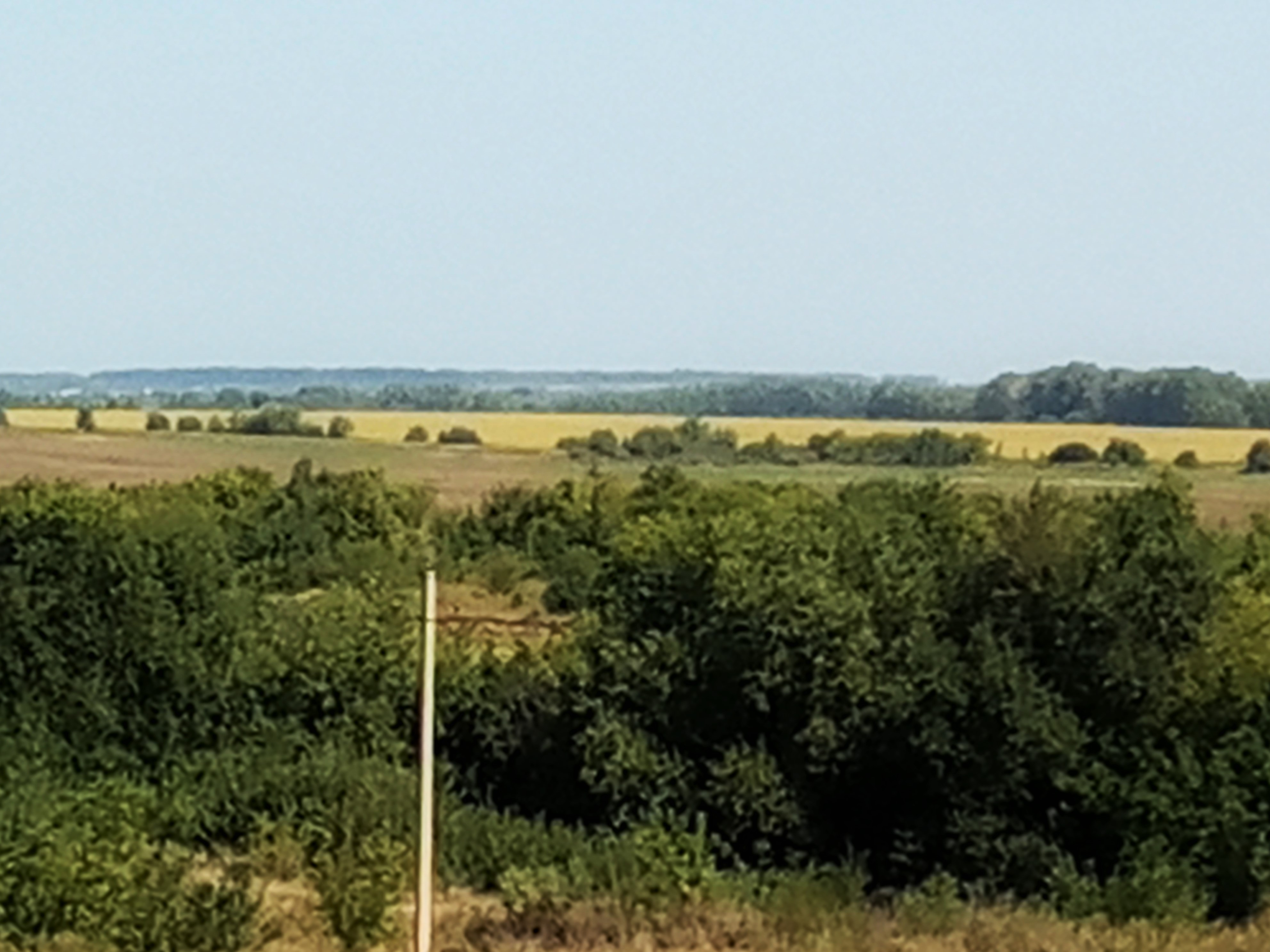
Ровенка.

- Курганная группа 1 (3 насыпи).  исторический памятник (региональный)
- Курганная группа 2 (9 насыпей).  исторический памятник (региональный)
- Курган 1  исторический памятник (региональный)
- Курган 2  исторический памятник (региональный)
- Курган 3  исторический памятник (региональный)
- Поселение 1.  исторический памятник (региональный)
- Поселение 2.  исторический памятник (региональный)
- Поселение 3.  исторический памятник (региональный)
- Поселение 4.  исторический памятник (региональный)
- Поселение 5.  исторический памятник (региональный)
- Поселение 6.  исторический памятник (региональный)
- Поселение 7.  исторический памятник (региональный)
- Ур. Курган поселение 1.  исторический памятник (региональный)
- Ур. Курган поселение 2.  исторический памятник (региональный)
- Ур. Курган местонахождение.  исторический памятник (региональный)
- Ур. Малый Курган поселение.  исторический памятник (региональный)